# Melody Hill (Indiana)
Melody Hill es un lugar designado por el censo ubicado en el condado de Vanderburgh en el estado estadounidense de Indiana. En el Censo de 2010 tenía una población de 3628 habitantes y una densidad poblacional de 1.017,27 personas por km².

## Geografía
Melody Hill se encuentra ubicado en las coordenadas 38°1′28″N 87°30′49″O / 38.02444, -87.51361. Según la Oficina del Censo de los Estados Unidos, Melody Hill tiene una superficie total de 3.57 km², de la cual 3.52 km² corresponden a tierra firme y (1.16%) 0.04 km² es agua.

## Demografía
Según el censo de 2010, había 3628 personas residiendo en Melody Hill. La densidad de población era de 1.017,27 hab./km². De los 3628 habitantes, Melody Hill estaba compuesto por el 93.88% blancos, el 3.42% eran afroamericanos, el 0.14% eran amerindios, el 1.21% eran asiáticos, el 0% eran isleños del Pacífico, el 0.17% eran de otras razas y el 1.19% pertenecían a dos o más razas. Del total de la población el 1.54% eran hispanos o latinos de cualquier raza.